# Episodi di The 45 Rules of Divorce (prima stagione)
La prima stagione della serie televisiva The 45 Rules of Divorce, composta da 13 episodi, è stata trasmessa sul canale egitto Shahid VIP dal 20 novembre 2021 al 5 dicembre 2021.
In Arabia Saudita, La stagione viene trasmessa in prima visione gratuita su MBC 4 a partire dal 21 novembre 2021 al 6 dicembre 2021.
| nº | Titolo arabe                                     | Titolo originale                                         | Prima TV Egitto  | Prima TV Arabia Saudita |
| -- | ------------------------------------------------ | -------------------------------------------------------- | ---------------- | ----------------------- |
| 1  | قاعدة #23 متكدبيش ع الأولاد                      | Rule No. 23: Never Lie to the Kids                       | 20 novembre 2021 | 21 novembre 2021        |
| 2  | قاعدة #174 مش كل حاجة ينفع تتقال ع التليفزيون    | Rule No. 174: Never Trust Anyone Who Charges By the Hour | 21 novembre 2021 | 22 novembre 2021        |
| 3  | قاعدة #47 قضي أكبر وقت لنفسك.. هتتبسطي           | Rule No. 47: Always Take Advantage of "Me" Time          | 22 novembre 2021 | 23 novembre 2021        |
| 4  | قاعدة #426 الأحلام حلوة بس متعيشيش في الوهم كتير | Rule No. 426: Fantasyland: A Great Place to Visit        | 23 novembre 2021 | 24 novembre 2021        |
| 5  | قاعدة #21 السن مش مجرد رقم .. بلاش حركات عيال    | Rule No. 21: Leave Childishness to Children              | 24 novembre 2021 | 25 novembre 2021        |
| 6  | قاعدة #33 لو مش آه أكيدة تبقى لأ أكيد            | Rule No 33: When in Doubt, Run Away                      | 26 novembre 2021 | 27 novembre 2021        |
| 7  | قاعدة #67 إوعي تقتلي الأميرة اللي جواكي          | Rule No. 67: Don't Kill the Princess                     | 27 novembre 2021 | 28 novembre 2021        |
| 8  | قاعدة #17 اسألي الست الخبرة                      | Rule No. 17: Ask the Answer Lady                         | 28 novembre 2021 | 29 novembre 2021        |
| 9  | قاعدة #32 الرجالة مش أعداء بس برضه مش في صفك     | Rule No. 32: F-You, Rob Frumpkis                         | 29 novembre 2021 | 30 novembre 2021        |
| 10 | قاعدة #3 جمدي قلبك                               | Rule No. 3: Don't Stand in the Doorway                   | 30 novembre 2021 | 1 dicembre 2021         |
| 11 | قاعدة #46 ابعدي عن زحمة الأعياد.. هتندمي         | Rule No. 46: Keep the Holidays Low Key                   | 1 dicembre 2021  | 2 dicembre 2021         |
| 12 | قاعدة #92 متحضريش عفريت.. متعرفيش تصرفيه         | Rule No. 92: Don't Do the Crime If You Can't Do the Time | 4 dicembre 2021  | 5 dicembre 2021         |
| 13 | قاعدة #101 إعرفي إمتى لازم تمشي                  | Rule No. 101: Know When It's Time to Move On             | 5 dicembre 2021  | 6 dicembre 2021         |